# 第11回全米映画俳優組合賞
11th SAG Awards

2005年2月5日
キャスト賞 - 映画: 

サイドウェイ
キャスト賞 - ドラマシリーズ: 

CSI:科学捜査班
キャスト賞 - コメディシリーズ: 

デスパレートな妻たち
第11回全米映画俳優組合賞は、2005年2月5日にロサンゼルスのシュライン・エキスポ・センターで行われた。

## 候補者及び受賞者一覧

### 映画

#### 主演男優賞
- ジェイミー・フォックス - 『Ray/レイ』 - レイ・チャールズ役
  - ドン・チードル - 『ホテル・ルワンダ』 - ポール・ルセサバギナ役
  - ジョニー・デップ - 『ネバーランド』 - ジェームス・マシュー・バリー役
  - レオナルド・ディカプリオ - 『アビエイター』 - ハワード・ヒューズ役
  - ポール・ジアマッティ - 『サイドウェイ』 - マイルス・レイモンド役

#### 主演女優賞
- ヒラリー・スワンク - 『ミリオンダラー・ベイビー』 - マギー・フィッツジェラルド役
  - アネット・ベニング - 『華麗なる恋の舞台で』 - ジュリア・ランバート役
  - カタリーナ・サンディノ・モレノ - 『そして、ひと粒のひかり』 - マリア役
  - イメルダ・スタウントン - 『ヴェラ・ドレイク』 - ヴェラ・ドレイク役
  - ケイト・ウィンスレット - 『エターナル・サンシャイン』 - クレメンタイン・クルシェンスキー役

#### 助演男優賞
- モーガン・フリーマン - 『ミリオンダラー・ベイビー』 - エディ・"スクラップ・アイアン"・デュプリス役
  - トーマス・ヘイデン・チャーチ - 『サイドウェイ』 - ジャック・コール役
  - ジェイミー・フォックス - 『コラテラル』 - マックス・ドローチャー役
  - ジェームズ・ガーナー - 『きみに読む物語』 - デューク役
  - フレディ・ハイモア - 『ネバーランド』 - ピーター・ルウェリン・デイヴィス役

#### 助演女優賞
- ケイト・ブランシェット - 『アビエイター』 - キャサリン・ヘプバーン役
  - クロリス・リーチマン - 『スパングリッシュ 太陽の国から来たママのこと』 - エヴリン・ライト役
  - ローラ・リニー - 『愛についてのキンゼイ・レポート』 - クララ・マクミレン役
  - ヴァージニア・マドセン - 『サイドウェイ』 - マヤ・ランドール役
  - ソフィー・オコネドー - 『ホテル・ルワンダ』 - タチアナ・ルセサバギナ役

#### キャスト賞
- 『サイドウェイ』
トーマス・ヘイデン・チャーチ、ポール・ジアマッティ、ヴァージニア・マドセン、サンドラ・オー
  - 『アビエイター』
  - 『ネバーランド』
  - 『ホテル・ルワンダ』
  - 『ミリオンダラー・ベイビー』
  - 『Ray/レイ』

### テレビ

#### 男優賞（テレビ映画・ミニシリーズ）
- ジェフリー・ラッシュ - 『ライフ・イズ・コメディ! ピーター・セラーズの愛し方』 - ピーター・セラーズ役
  - ジェイミー・フォックス - 『クリップス』 - スタンリー・ウィリアムズ役
  - ウィリアム・H・メイシー - 『ウール・キャップ/あなたの笑顔』 - チャーリー・ジゴ役
  - バリー・ペッパー - 『ザ・レーサー/栄光のデイトナ50』 - デイル・アーンハート役
  - ジョン・ヴォイト - The Five People You Meet in Heaven - エディ・役

#### 女優賞（テレビ映画・ミニシリーズ）
- グレン・クローズ - 『THE LION IN WINTER 冬のライオン』 - エレノア役
  - パトリシア・ヒートン - 『新グッバイガール』 - ポーラ・マクファーデン役
  - キキ・パーマー - 『ウール・キャップ/あなたの笑顔』 - ロウ役
  - ヒラリー・スワンク - 『アイアン・エンジェルズ/自由への闘い』 - アリス・ポール役
  - シャーリーズ・セロン - 『ライフ・イズ・コメディ! ピーター・セラーズの愛し方』 - ブリット・エクランド役

#### 男優賞（ドラマシリーズ）
- ジェリー・オーバック - 『ロー&オーダー』 - レニー・ブリスコー役（死後受賞）
  - ハンク・アザリア - 『HUFF〜ドクターは中年症候群』 - クレイグ・"ハフ"・ハフスタッド役
  - ジェームズ・ガンドルフィーニ - 『ザ・ソプラノズ 哀愁のマフィア』 - トニー・ソプラノ役
  - アンソニー・ラパーリア - 『WITHOUT A TRACE/FBI 失踪者を追え!』 - ジャック・マローン役
  - キーファー・サザーランド - 『24 -TWENTY FOUR-』 - ジャック・バウアー役

#### 女優賞（ドラマシリーズ）
- ジェニファー・ガーナー - 『エイリアス』 - シドニー・ブリストウ役 
  - イーディ・ファルコ - 『ザ・ソプラノズ 哀愁のマフィア』 - カーメラ・ソプラノ役
  - アリソン・ジャニー - 『ザ・ホワイトハウス』 - CJ・クレッグ役
  - クリスティーン・ラーティ - Jack & Bobby - グレイス・マカリスター役
  - ドレア・ド・マッテオ - 『ザ・ソプラノズ 哀愁のマフィア』 - アドリアーナ・ラ・セルヴァ役

#### 男優賞（コメディシリーズ）
- トニー・シャルーブ - 『名探偵モンク』 - エイドリアン・モンク役
  - ジェイソン・ベイトマン - 『アレステッド・ディベロプメント』 - マイケル・ブルース役
  - ショーン・ヘイズ - 『ふたりは友達? ウィル&グレイス』 - ジャック・マクファーランド役
  - レイ・ロマーノ - 『HEY!レイモンド』 - レイ・バロン役
  - チャーリー・シーン - 『チャーリー・シーンのハーパー★ボーイズ』 - チャーリー・ハーパー役

#### 女優賞（コメディシリーズ）
- テリー・ハッチャー - 『デスパレートな妻たち』 - スーザン・デルフィーノ役
  - パトリシア・ヒートン - 『HEY!レイモンド』 - デブラ・バローネ役
  - メーガン・ムラーリー - 『ふたりは友達? ウィル&グレイス』 - カレン・ウォーカー役
  - サラ・ジェシカ・パーカー - 『セックス・アンド・ザ・シティ』 - キャリー・ブラッドショー役
  - ドリス・ロバーツ - 『HEY!レイモンド』 - マリー・バローネ役

#### アンサンブル賞（ドラマシリーズ）
- 『CSI:科学捜査班』
ゲイリー・ドゥーダン、ジョージ・イーズ、ジョージャ・フォックス、ポール・ギルフォイル、ロバート・デヴィッド・ホール、マージ・ヘルゲンバーガー、ウィリアム・ピーターセン、エリック・スマンダ
  - 『24 -TWENTY FOUR-』
  - 『シックス・フィート・アンダー』
  - 『ザ・ソプラノズ 哀愁のマフィア』
  - 『ザ・ホワイトハウス』

#### アンサンブル賞（コメディシリーズ）
- 『デスパレートな妻たち』
アンドレア・ボーウェン、リカルド・アントニオ・チャビラ、マーシャ・クロス、スティーヴン・カルプ、ジェームズ・デントン、テリー・ハッチャー、フェリシティ・ハフマン、コーディ・カッシュ、エヴァ・ロンゴリア・パーカー、ジェシー・メトカーフ、マーク・モーゼス、ニコレット・シェリダン、ブレンダ・ストロング
  - 『アレステッド・ディベロプメント』
  - 『HEY!レイモンド』
  - 『セックス・アンド・ザ・シティ』
  - 『ふたりは友達? ウィル&グレイス』

### 生涯功労賞
- ジェームズ・ガーナー